# IN MY DREAM (WITH SHIVER)
「IN MY DREAM (WITH SHIVER)」（イン･マイ･ドリーム (ウィズ･シバー)）は、LUNA SEAの2ndシングル。1993年7月21日発売。
2枚目のシングルであり、3rdアルバム『EDEN』からのリカットナンバーである。

## 収録曲
全作詞・作曲・編曲：LUNA SEA
1. IN MY DREAM (WITH SHIVER)
J原曲。
3rdアルバム『EDEN』収録曲のリカット。アルバムとはミックスが異なるほか、アウトロがアルバムバージョンより少し長い、などの違いがある。
2. SLAVE
J原曲。
『EDEN』未収録曲。LUNA SEAのファンクラブ名・あるいはファンを指す言葉にもなっている曲である。
インディーズ時代から存在したアップテンポナンバーで、過去の全アルバムの候補曲になりながらも見送られてきた曲[1]だったが、ここでようやく初音源化された。今回収録されることに関しては珍しくメンバー5人全員最初から賛成したという[1]。

## 収録アルバム
- IN MY DREAM (WITH SHIVER)
  - EDEN
  - SINGLES
  - LUNA SEA COMPLETE BEST
  - LUNA SEA COMPLETE BEST -ASIA LIMITED EDITION-
  - LUNA SEA 25th Anniversary Ultimate Best -THE ONE-
- SLAVE
  - SINGLES
  - LUNA SEA COMPLETE BEST
  - LUNA SEA 3D IN LOS ANGELES
  - LUNA SEA COMPLETE BEST -ASIA LIMITED EDITION-